# Steinway & Sons

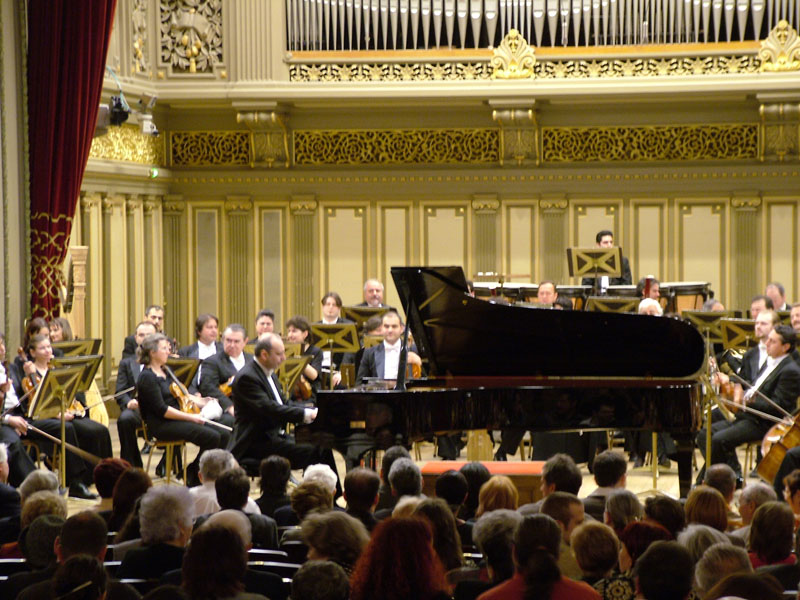
Piano Steinway em concerto por Constantin Sandu

Steinway & Sons é uma marca fabricante de pianos, fundada em 1853 por Heinrich Steinweg (e filhos) na cidade de Nova York, e com uma segunda fábrica estabelecida em 1880 na cidade de Hamburgo, Alemanha. Embora as fábricas Steinway tenham sofrido grandes alterações, continuam hoje ainda a fazer pianos com a marca Steinway & Sons.
A companhia é conhecida como um dos principais fabricantes mundiais e de mais alta qualidade em pianos. Após a fusão com a Selmer Company e outros fabricantes de instrumentos em 1995 para a Steinway Musical Instruments, Inc (NYSE:LVB), as suas actuais afiliadas incluem o Boston e Essex, mais duas linhas de pianos.

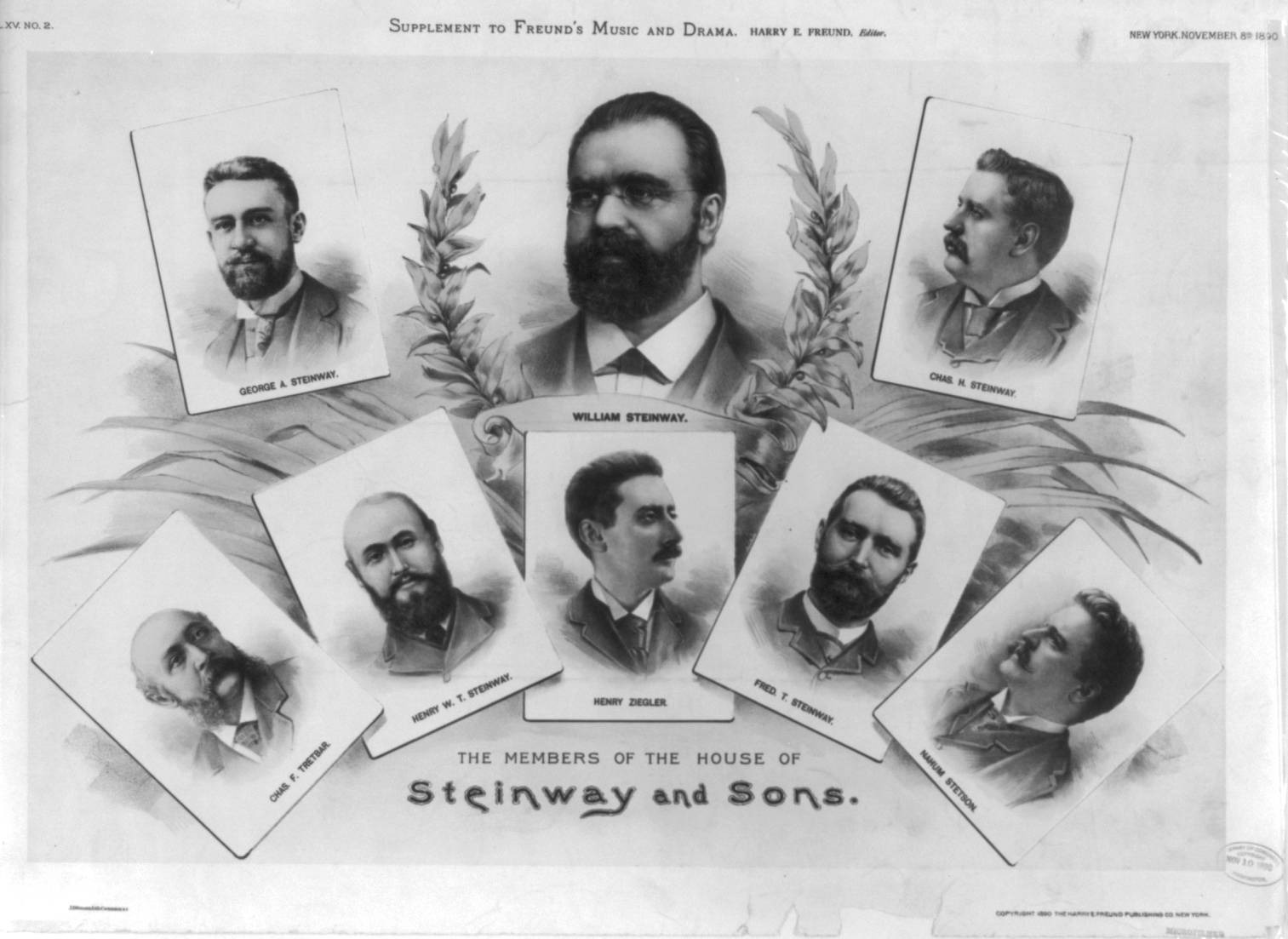
Membros da família Steinway

## História
Fundada pela família de fabricantes de piano Steinweg, após chegada aos Estados Unidos em 1850, a empresa cresceu rapidamente logo depois da sua fundação em 1853.
Steinweg foi obrigado a passar por um novo desafio no espaço de um ano, e ocupou a sua própria fábrica em 1860. 
Em 1880, Steinway Village foi fundada na cidade, que é agora Long Island City, proporcionando à nova fábrica fundições próprias, correios, parques e habitação para os trabalhadores. Os seus primeiros sucessos foram creditados tanto pela alta qualidade dos seus instrumentos, assim como pela brilhante máquina de marketing por trás da empresa, incluindo o seu showroom e os Steinway Hall.
A Steinway Street, é uma das principais vias Norte-Sul no Astoria e Long Island City, bairros de Queens, homenageando assim a sua figura.